# Carl Hanford
Carl Henry Hanford, född 12 mars 1916 i Fairbury i Nebraska i USA, död 14 augusti 2011 i Wilmington i Delaware i USA, var en amerikansk galopptränare och jockey, mest känd för att ha tränat Kelso till fem raka titlar som American Horse of the Year, en utmärkelse som ingen annan häst har vunnit mer än tre gånger.

## Karriär
Hanfords träningskarriär avbröts när han tjänstgjorde fem år i United States Army Remount Service under andra världskriget. Hanford tränade också La Corredora, ett sto som röstades fram till Champion Handicap Mare 1953 av New York Turf Writers Association.
Hanford dog i cancer den 14 augusti 2011 i  2009 i Wilmington i Delaware vid 95 års ålder. Han var bror till Ira Hanford som 1936 blev den första lärlingsjockeyn som segrade i Kentucky Derby.